# Ripky
Ripky (ukrainien : Ріпки, russe : Репки) est une commune urbaine de l'oblast de Tchernihiv, en Ukraine. Elle compte 5 300 habitants.

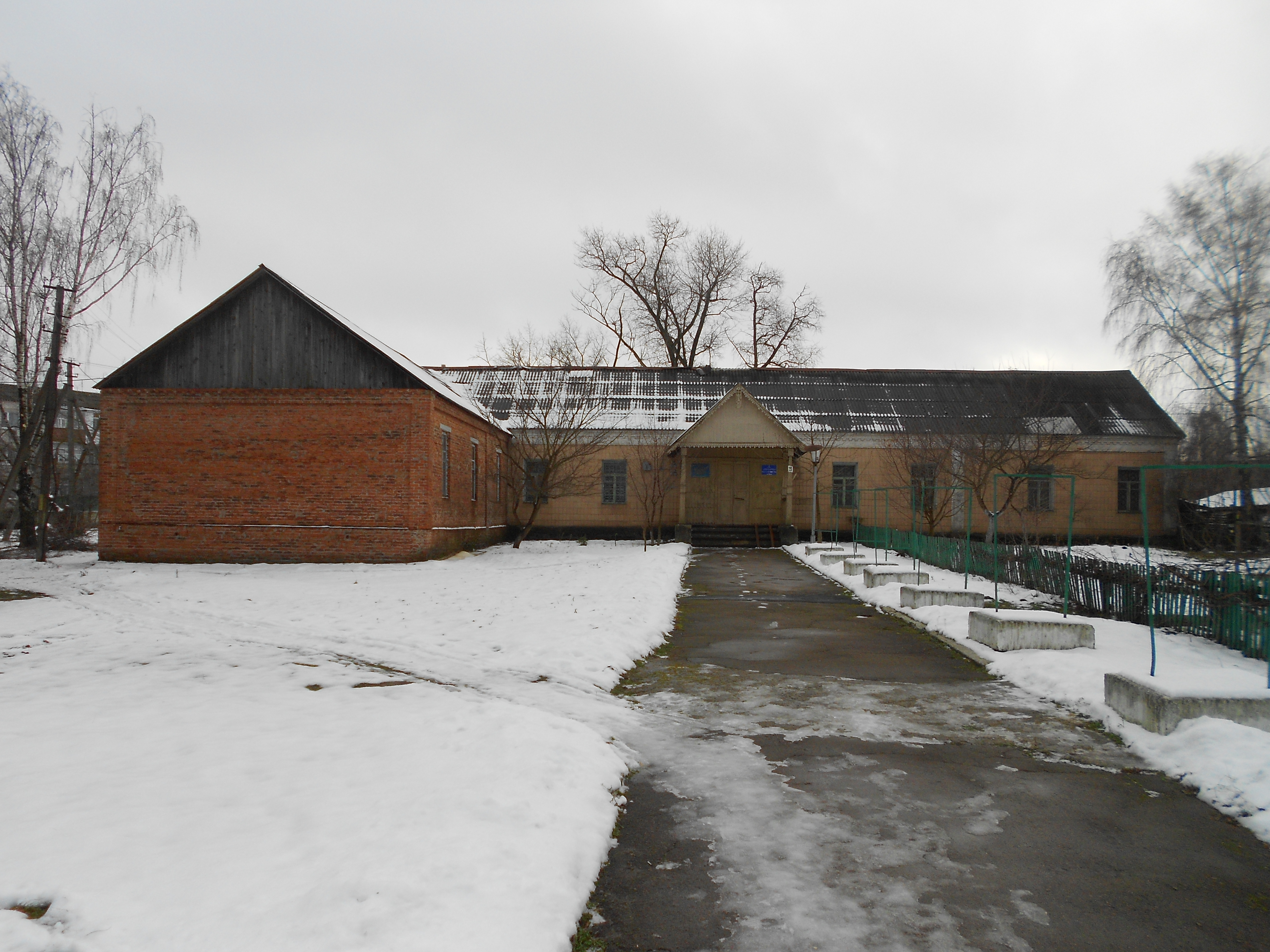
Musée d'histoire de Ripky.

Ripky est le village de naissance de la pédagogue, autrice et avocate Sofia Roussova.